# Giuseppe Jannacconi
Giuseppe Jannacconi, o Janacconi, o ancora Gianacconi (Roma, 1740 – Roma, 16 marzo 1816), è stato un compositore e insegnante italiano.
Ricevette la sua formazione musicale dapprima dal cantante Don Socorso Rinaldini e poi, assieme a Muzio Clementi, da Gaetano Carpani. In seguito si perfezionò con il compositore Pasquale Pisari, con il quale sarà professionalmente legato per molto tempo. Da Pisari apprese l'arte del contrappunto propria della scuola musicale romana.
Nel 1779 Jannacconi fu nominato maestro di cappella del Duomo di Milano, ma ben presto dovette lasciare questa carica a favore del ben più noto e dotato Giuseppe Sarti. Tornò quindi a Roma dove si dedicò all'insegnamento della musica presso un orfanotrofio. Nel 1811 diventò direttore della Cappella Giulia della Basilica di San Pietro, succedendo a Nicola Antonio Zingarelli.
Jannacconi fu uno degli ultimi rappresenti della ultra secolare scuola musicale romana, la quale ebbe in Giovanni Pierluigi da Palestrina il più grande rappresentante. Ebbe come allievi, tra gli altri, Valentino Fioravanti e Francesco Basily.